# بحيرة أوخريد

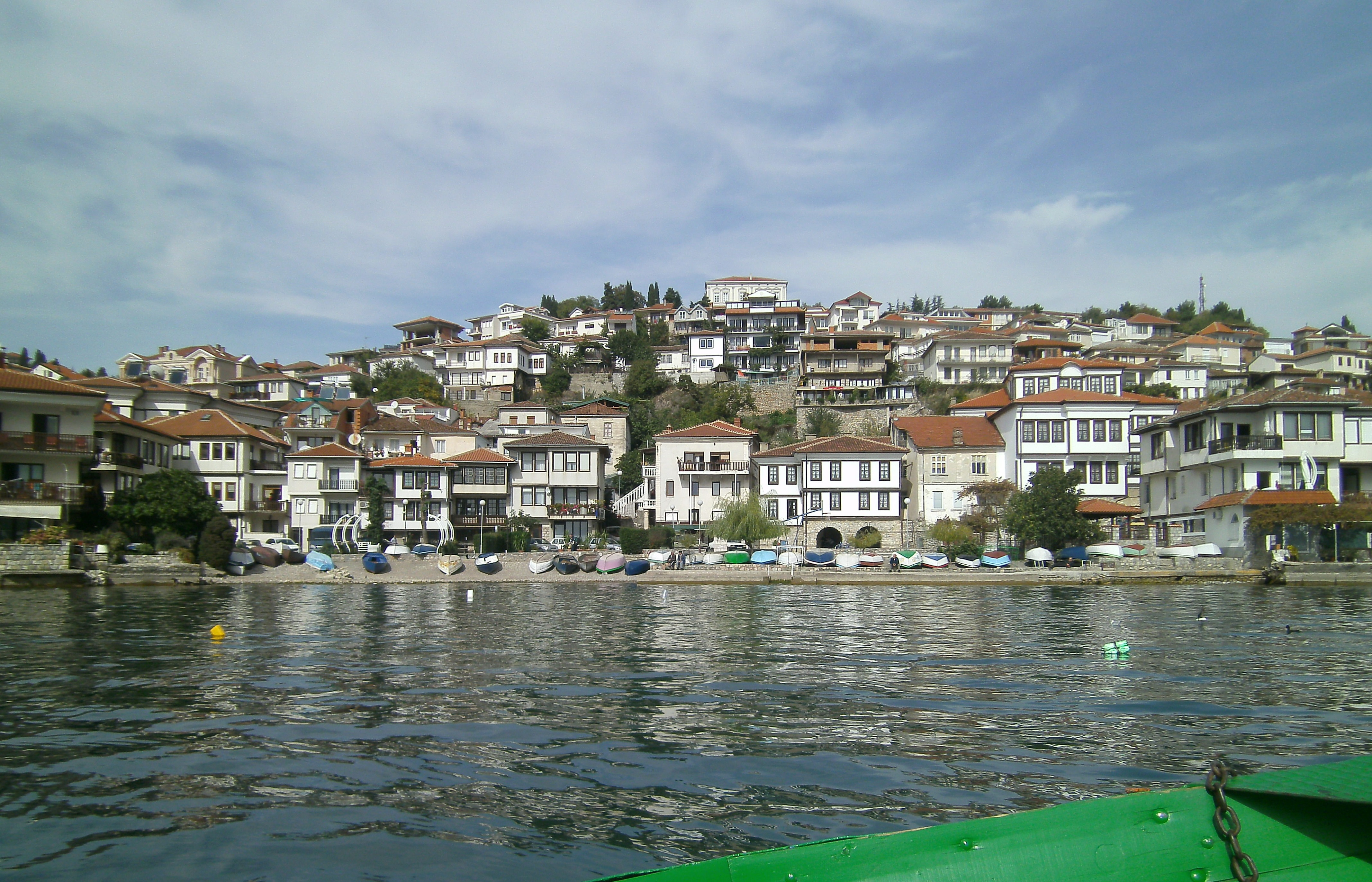
قرية الصيد من بحيرة أوخريد مقدونيا

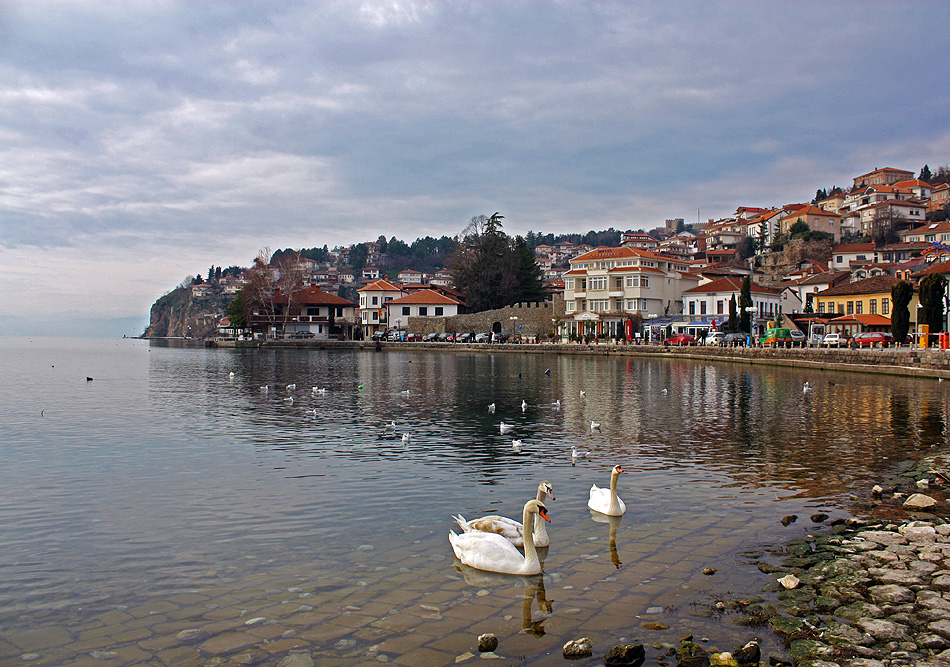
بحيرة أوخريد ومدينة أوخريد.

بحيرة أوخريد (بالمقدونية: Охридско Езеро، بالألبانية: Liqeni i Ohrit أو Liqeni i Pogradecit) بحيرة تقع على الحدود بين جنوب غرب جمهورية مقدونيا وشرق ألبانيا. إنها من أقدم وأعمق البحيرات في أوروبا ذات نظام بيئي مائي فريد فيه أكثر من 200 نوعاً متوطناً. ازداد الاهتمام ببحيرة أوخريد بعد أن أعلنتها اليونسكو مع منطقة بلدة أوخريد أحد مواقع التراث العالمي في سنة 1979، وبعد أن قررت ناسا في سنة 2010 تسمية إحدى البحيرات على سطح تيتان باسمها.
بحيرة أوخريد أعمق وأقدم بحيرة في البلقان حيث يبلغ عمقها الأعظمي 288 م ومتوسط عمقها 155 م وتغطي مساحة 358 كم2. تبلغ أبعادها الأعظمية 30.4×14.8 كم، وطول شاطئها 87.53 كم بين مقدونيا (56.02) وألبانيا (31.51 كم).